# Trollius japonicus
Trollius japonicus är en ranunkelväxtart som beskrevs av Friedrich Anton Wilhelm Miquel. Trollius japonicus ingår i släktet smörbollssläktet, och familjen ranunkelväxter. Inga underarter finns listade i Catalogue of Life.

## Bildgalleri

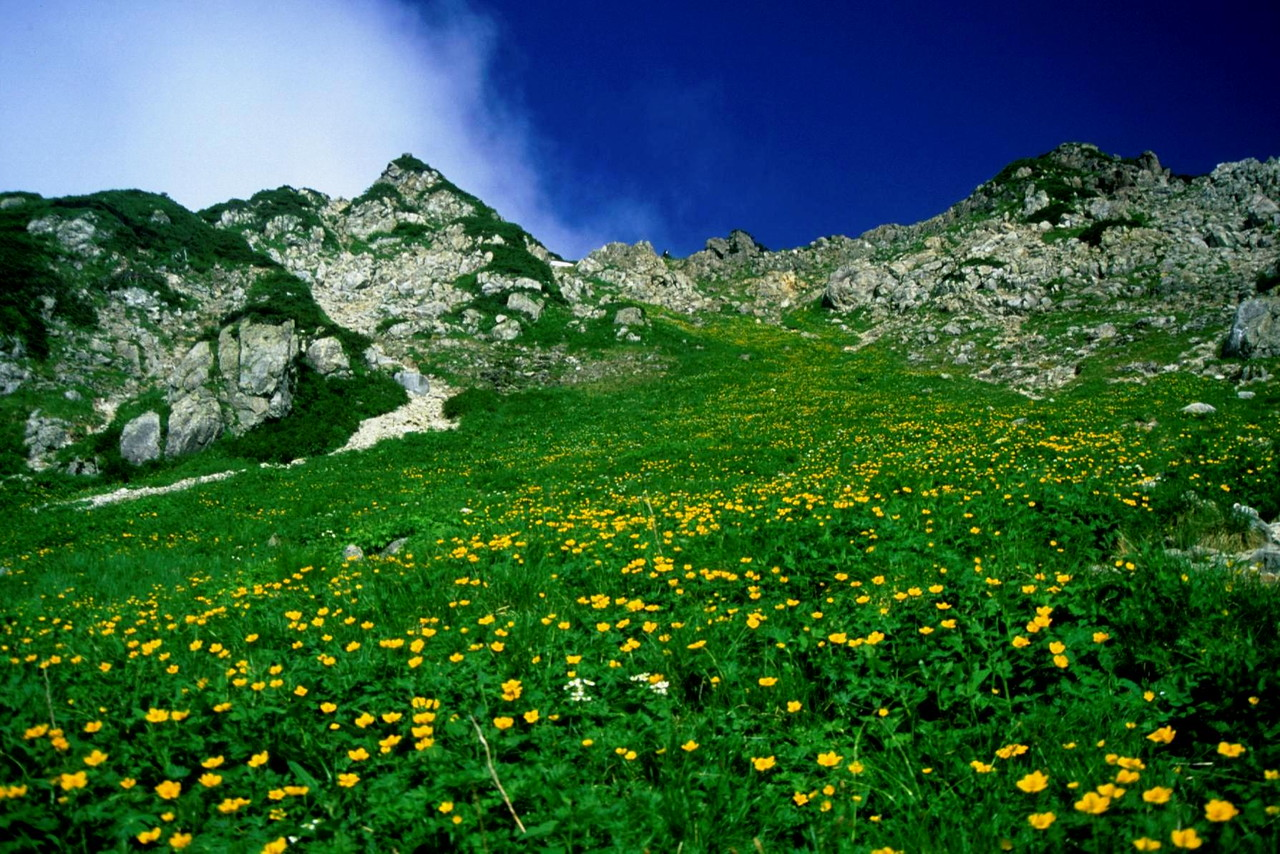
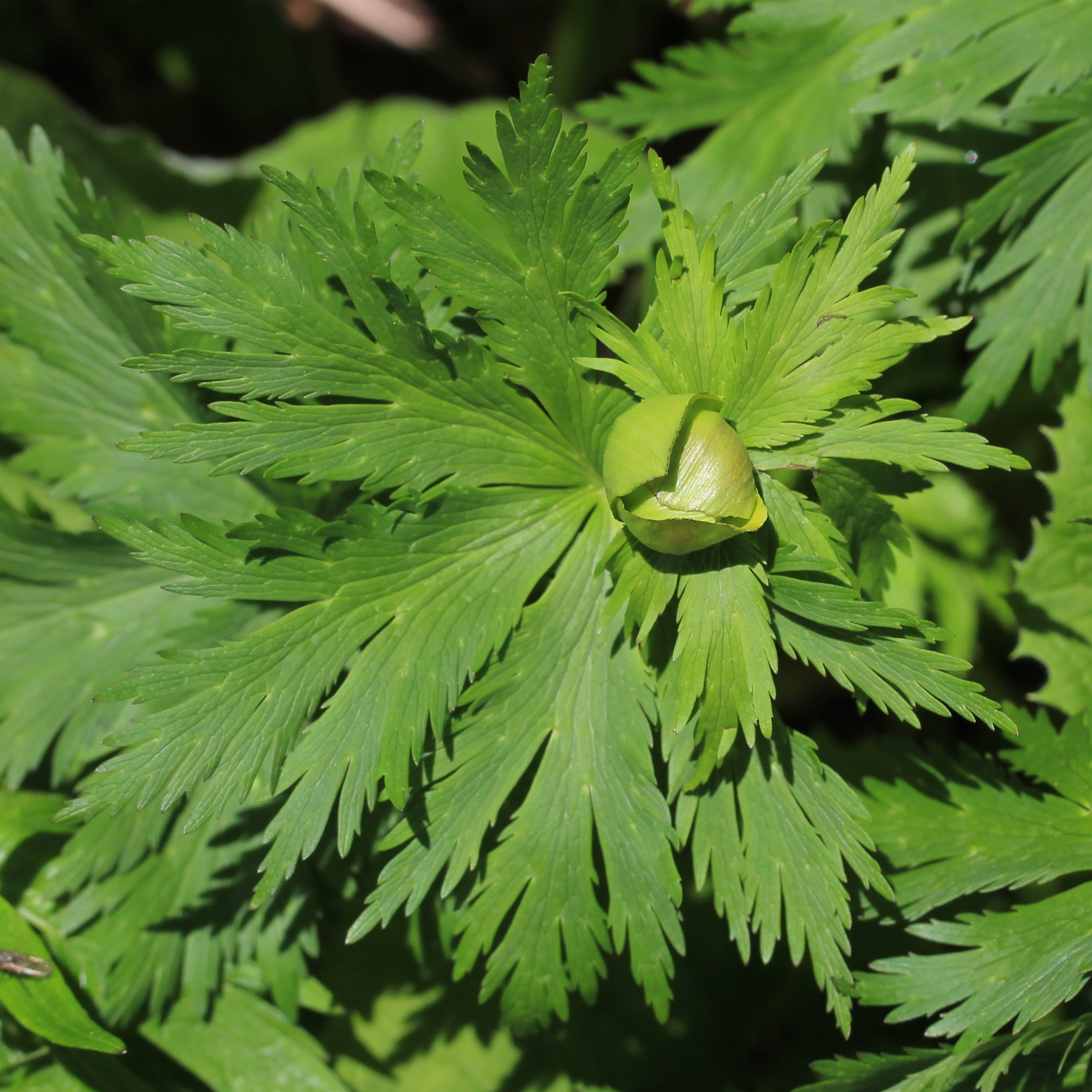
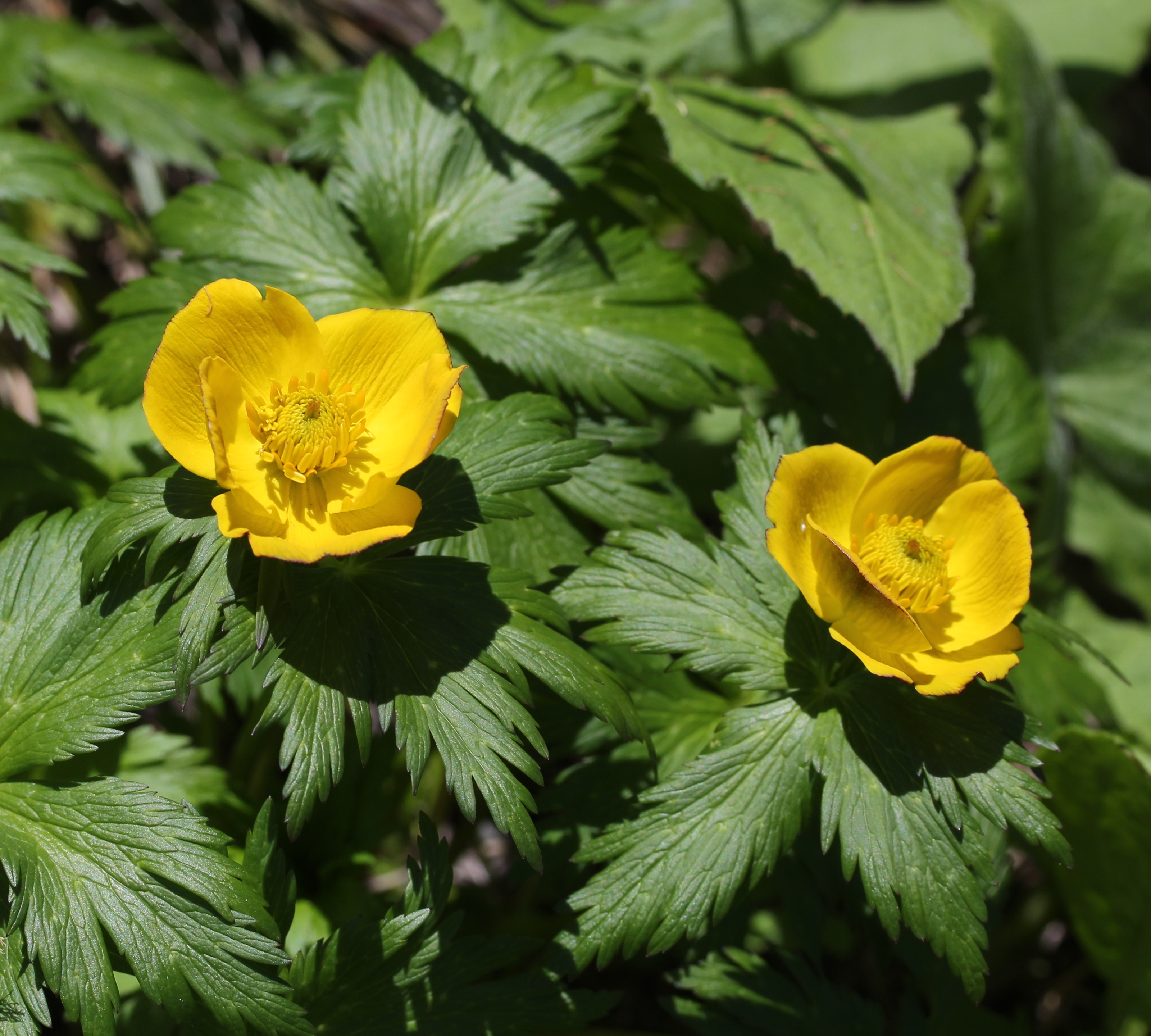
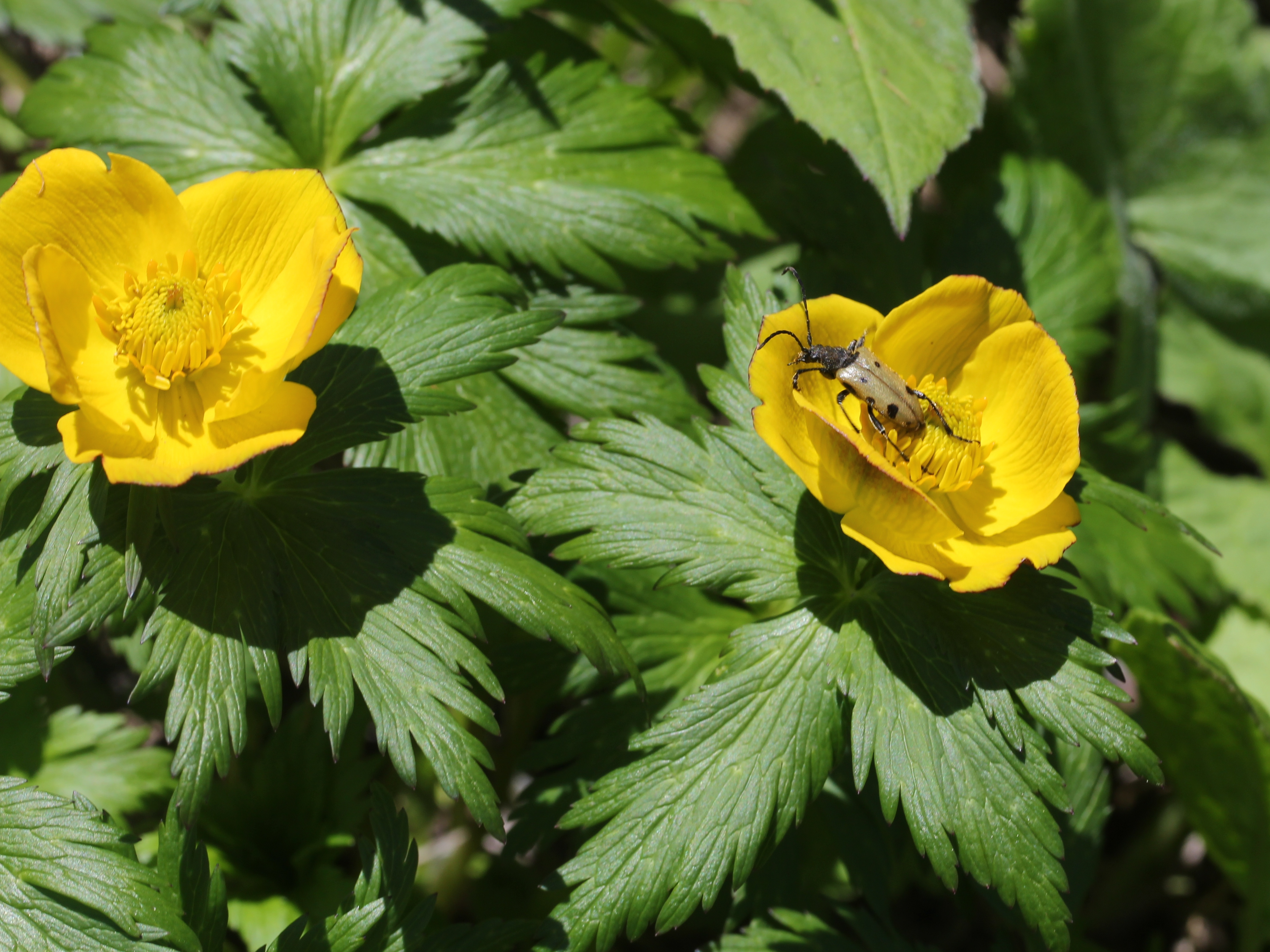
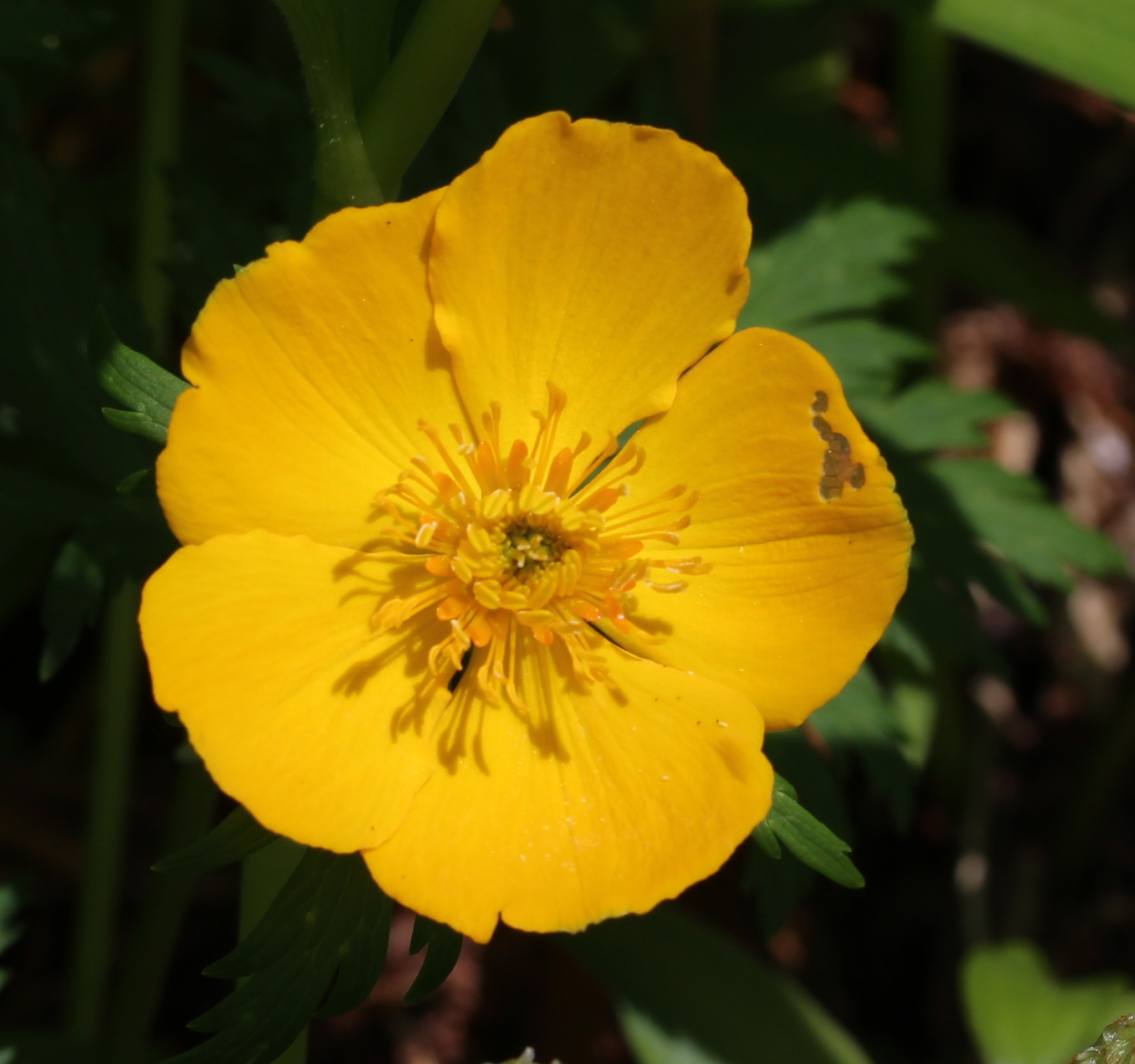
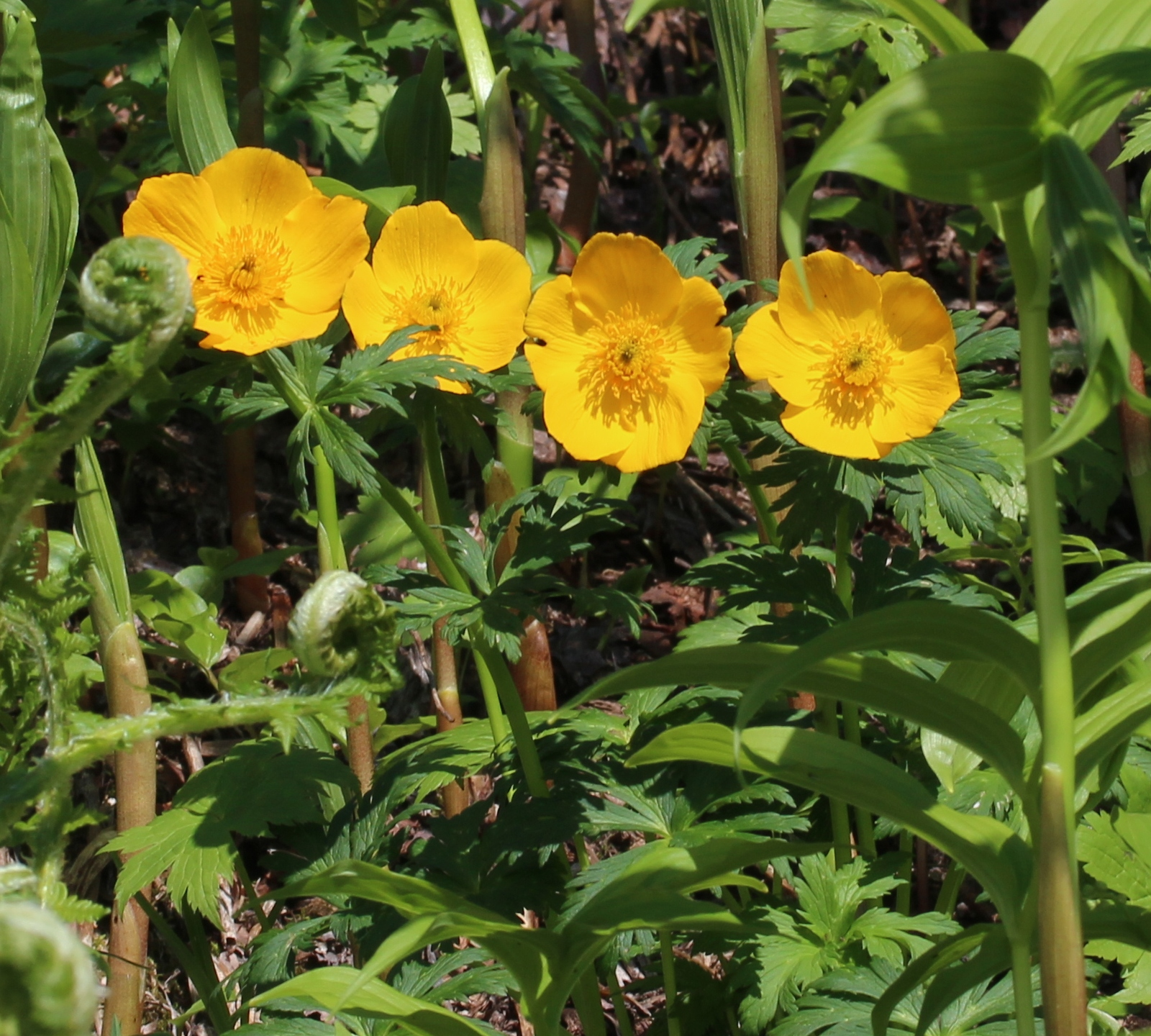